# Coupe d'Allemagne de football 1968-1969
Navigation
Édition précédente Édition suivante
La coupe d'Allemagne de football 1968-1969 est la vingt sixième édition de l'histoire de la compétition. La finale a lieu à Francfort-sur-le-Main au Waldstadion.
Le Bayern Munich remporte le trophée pour la quatrième fois de son histoire. Il bat en finale le FC Schalke 04 sur le score de 2 buts à 1.

## Premier tour
Résultats du premier tour
| Date           | Domicile                 | Extérieur                 | score           |
| -------------- | ------------------------ | ------------------------- | --------------- |
| 04 - 01 - 1969 | Rot-Weiß Oberhausen      | FC Schalke 04             | 2 - 3 (a . p .) |
| 04 - 01 - 1969 | Borussia Mönchengladbach | Hertha BSC Berlin         | 5 - 2           |
| 04 - 01 - 1969 | Rot-Weiss Essen          | Werder Brême              | 1 - 2           |
| 04 - 01 - 1969 | SV Alsenborn             | MSV Duisbourg             | 2 - 1           |
| 04 - 01 - 1969 | Eintracht Trier          | 1. FC Nuremberg           | 1 - 3           |
| 04 - 01 - 1969 | FC Fribourg              | 1. FC Kaiserslautern      | 0 - 1           |
| 04 - 01 - 1969 | VfR Wormatia 08 Worms    | Preußen Münster           | 2 - 3           |
| 04 - 01 - 1969 | Jahn Regensburg          | Alemannia Aix-la-Chapelle | 0 - 1           |
| 05 - 01 - 1969 | VfL Wolfsbourg           | Hambourg SV               | 1 - 2           |
| 05 - 01 - 1969 | Langenhorn Hamburg       | SC Sperber                | 1 - 2           |
| 15 - 01 - 1969 | Arminia Hannover         | 1. FC Schweinfurt 05      | 4 - 0           |
| 22 - 01 - 1969 | VfB Stuttgart            | 1.FC Cologne              | 1 - 0           |
| 28 - 01 - 1969 | Eintracht Brunswick      | TSV 1860 Munich           | 1 - 0           |
| 05 - 02 - 1969 | Eintracht Francfort      | Borussia Dortmund         | 6 - 2           |
| 05 - 02 - 1969 | Bayern Munich            | Kickers Offenbach         | 0 - 0 (a . p .) |
| 12 - 02 - 1969 | Wacker 04 Berlin         | Hanovre 96                | 1 - 4           |

Matchs rejoués
| Date           | Domicile          | Extérieur     | Score |
| -------------- | ----------------- | ------------- | ----- |
| 11 - 02 - 1969 | Kickers Offenbach | Bayern Munich | 0 - 1 |

## Huitièmes de finale
Résultats des huitièmes de finale
| Date           | Domicile                  | Extérieur                | score      |
| -------------- | ------------------------- | ------------------------ | ---------- |
| 15 - 02 - 1969 | Hambourg SV               | Borussia Mönchengladbach | 2 - 0 a.p. |
| 15 - 02 - 1969 | Alemannia Aix-la-Chapelle | Preußen Münster          | 2 - 0      |
| 15 - 02 - 1969 | Bayern Munich             | Arminia Hannover         | 1 - 0      |
| 15 - 02 - 1969 | FC Schalke 04             | SV Alsenborn             | 3 - 1      |
| 15 - 02 - 1969 | 1. FC Kaiserslautern      | Eintracht Francfort      | 1 - 0      |
| 15 - 02 - 1969 | Werder Brême              | Eintracht Brunswick      | 5 - 0      |
| 15 - 02 - 1969 | Hanovre 96                | VfB Stuttgart            | 2 - 2 a.p. |
| 15 - 02 - 1969 | SC Sperber                | 1. FC Nuremberg          | 0 - 0 a.p. |

Matchs rejoués
| Date           | Domicile        | Extérieur  | Score |
| -------------- | --------------- | ---------- | ----- |
| 05 - 03 - 1969 | VfB Stuttgart   | Hanovre 96 | 0 - 1 |
| 04 - 04 - 1969 | 1. FC Nuremberg | SC Sperber | 7 - 0 |

## Quarts de finale
Résultats des quarts de finale
| Date           | Domicile             | Extérieur                 | Score |
| -------------- | -------------------- | ------------------------- | ----- |
| 05 - 04 - 1969 | Hambourg SV          | Bayern Munich             | 0 - 2 |
| 05 - 04 - 1969 | FC Schalke 04        | Alemannia Aix-la-Chapelle | 2 - 0 |
| 05 - 04 - 1969 | 1. FC Kaiserslautern | Werder Brême              | 3 - 0 |
| 23 - 04 - 1969 | 1. FC Nuremberg      | Hanovre 96                | 1 - 0 |

## Demi-finales
Résultats des demi-finales
| Date           | Domicile             | Extérieur      | Score       |
| -------------- | -------------------- | -------------- | ----------- |
| 03 - 05 - 1969 | Bayern Munich        | 1. FC Nürnberg | 2 - 0       |
| 03 - 05 - 1969 | 1. FC Kaiserslautern | FC Schalke 04  | 1 - 1 a.p.* |

- Schalke 04 obtient sa qualification avec un match d'appui à domicile remporté 3-1 contre le FC 1 Kaiserslautern  le 13 / 05 / 1969.

## Finale
| Entraîneur : |
| Branko Zebec |

| Entraîneur :   |
| Rudi Gutendorf |

| Entraîneur : |
| Branko Zebec |

| Entraîneur :   |
| Rudi Gutendorf |